# Зојчене
Зојчене (буг. Зойчене) је насељено место у општини Петрич у области Благоевград, Бугарска. Према попису из 2021. године било је 25 становника.
Према секретару Бугарске егзархије Димитру Мишеву, у Зојчену је 1905. године живело 416 Словена хришћана. Зојчене је некадашња махала бившег села Игуменец.